# So Good (EP)
So Good là đĩa mở rộng thứ 7 của nhóm nhạc nữ Hàn Quốc T-ara. Album đánh dấu sự trở lại của nhóm sau EP And & End được phát hành vào năm 2014 và tour lưu diễn của nhóm tại bốn tỉnh Nam Kinh, Bắc Kinh, Hợp Phì, Quảng Châu ở Trung Quốc.

## Phát hành
Ngày 17 tháng 7 năm 2015, có thông báo rằng T-ara sẽ trở lại với album mới vào tháng 8. Ngày 22 tháng 7, Jiyeon đăng tải một bức ảnh trên Instagram về bản thân khi mặc trang phục màu hồng cùng chiếc nón sĩ quan hải quân. Ngày 31 tháng 7, MBK Entertainment đã tung ra teaser dài 49 giây về sản phẩm sắp ra mắt.
Ngày 3 tháng 8, T-ara chính thức quảng bá album mới mang tên So Good cùng ca khúc chủ đề "So Crazy" tại So Crazy Showsace Comeback. Chương trình kéo dài hơn 1 giờ 30 phút và được tổ chức ở Chungdam-dong, Gangnam với 120 người hâm mộ, T-ara đã biểu diễn các ca khúc mới, giao lưu với fan và chia sẻ cảm nghĩ về sản phẩm "So Crazy".
So Good là album gồm 4 bài hát. Bài hát chủ đề "So Crazy" đạt được 1 triệu lượt xem trên YouTube chỉ trong hai ngày, là ca khúc đánh dấu lần hợp tác của Brave Brothers với cả nhóm T-ara (sau lần hợp tác của Hyomin và Brave Brothers). Đặc biệt trong album này là T-ara cũng thu âm "So Crazy" theo phiên bản tiếng Trung. So Good giành vị trí thứ 4 trên Gaon tuần và thứ 8 trên Gaon tháng với doanh số 20.695 bản được bán ra.

## Danh sách bài hát
| So Good (EP)     | So Good (EP)                            | So Good (EP)                | So Good (EP)                | So Good (EP) |
| STT              | Nhan đề                                 | Phổ lời                     | Phổ nhạc                    | Thời lượng   |
| ---------------- | --------------------------------------- | --------------------------- | --------------------------- | ------------ |
| 1.               | "So Crazy" (완전 미쳤네)                | Brave Brothers, Galactika   | Brave Brothers, Galactika   | 03:19        |
| 2.               | "So Crazy (Chinese Ver.)" (완전 미쳤네) | Brave Brothers              | Brave Brothers, Galactika   | 03:19        |
| 3.               | "Why We Separated" (우리 헤어진 이유)   | Monster Factory, Polar Bear | Monster Factory, Polar Bear | 03:38        |
| 4.               | "For You" (포유)                        | Monster Factory, Polar Bear | Monster Factory, Polar Bear | 03:31        |
| 5.               | "So Crazy (Inst.)" (완전 미쳤네)        | Brave Brothers, Galactika   | Brave Brothers, Galactika   | 03:19        |
| Tổng thời lượng: | Tổng thời lượng:                        | Tổng thời lượng:            | Tổng thời lượng:            | 16:06        |

## Xếp hạng

### Album
| Bảng xếp hạng            | Xếp hạng cao nhất |
| ------------------------ | ----------------- |
| Gaon Weekly Album Chart  | 4                 |
| Gaon Monthly Album Chart | 8                 |
| Gaon Yearly Album Chart  | 74                |

### Doanh số
| Bảng xếp hạng           | Doanh số bán hàng |
| ----------------------- | ----------------- |
| Gaon Yearly Album Chart | 20.695            |

## Lịch sử phát hành
| Khu vực       | Thời gian          | Định dạng           | Hãng đĩa          |
| ------------- | ------------------ | ------------------- | ----------------- |
| Hàn Quốc      | 4 tháng 8 năm 2015 | CD, Tải kỹ thuật số | MBK Entertainment |
| Toàn thế giới | 4 tháng 8 năm 2015 | Tải kỹ thuật số     | MBK Entertainment |